# Sunday Bloody Sunday
"Sunday Bloody Sunday" är en låt av det irländska rockbandet U2, utgiven på albumet War (1983) samt på singel den 11 mars 1983. Det är en av U2:s allra mest kända och uttalat politiska låtar.
Det har spelats in ett tiotal olika covers på låten. Filmen Bloody Sunday från 2002 har med låten i sitt soundtrack.

## Låtskrivandet
Låten handlar om "Den blodiga söndagen" 30 januari 1972, då 14 obeväpnade män och pojkar sköts ihjäl och 17 sårades av brittiska soldater i samband med en demonstration i staden Derry på Nordirland. Det är även en protestsång mot allt våld som drabbat Irland under 800 år och framför allt under 1970- och 80-talen.  Huvudbudskapet anses dock vara pacifistiskt och handlar mindre om irländsk nationalism än om hur stridigheterna i Nordirland drabbar sin befolkning.
Låten inleds med trummor. Larry Mullen Jr satte sig på studioversionen i en trappuppgång för att ljudet skulle få ett mer naturligt eko. The Edge sätter sedan igång med gitarrintrot.

## Liveframträdanden
U2 förstod att låten lätt kunde bli klassad som rebellisk på grund av texten. I det sjätte liveframförandet höll Bono sitt berömda tal; This song is not a rebel song... this song is Sunday, Bloody Sunday!. Detta trots att låten de sex första gångerna spelades i Skottland och England istället för på Irland.
Låten spelades första gången live på U2:s Pre-War Tour i december 1982 och har sedan dess spelats över 600 gånger. Efter halva låten brukade Bono tidigare sätta upp en vit flagga på scenen för att sedan sjunga No more!. Tanken var att publiken skulle sjunga med. Idag brukar inte de vita flaggorna sättas upp på scenen längre men No more!-delen finns kvar. 
Under Joshua Tree Tour spelades låten för enda gången på Nordirland och söndagen den 8 november 1987 hade U2 en spelning i Denver. Tidigare samma dag hade terrorister detonerat ett par bomber i den nordirländska staden Enniskillen (Bombattentatet i Enniskillen). Bandet framförde låten med en akustiskt intro. I mitten håller Bono ett tal:
| ”                                                                                                  | Let me tell you somethin'. I've had enough of Irish Americans who haven't been back to their country in twenty or thirty years come up to me and talk about the resistance, the revolution back home…and the glory of the revolution…and the glory of dying for the revolution. Fuck the revolution! They don't talk about the glory of killing for the revolution. What's the glory in taking a man from his bed and gunning him down in front of his wife and children? Where's the glory in that? Where's the glory in bombing a Remembrance Day parade of old age pensioners, their medals taken out and polished up for the day. Where's the glory in that? To leave them dying or crippled for life or dead. Under the rubble of the revolution. That, the majority of the people in my country don't want. No more! | „ |
| – Bono, Denver, 8 november 1987. Uttalandet finns förevigat på U2:s dokumentärfilm Rattle and Hum. | |   |

## Låtlistor och format
| 1. | Sunday Bloody Sunday | 4:34 |
| 2. | Endless Deep         | 2:58 |

| 1. | Sunday Bloody Sunday             | 4:34 |
| 2. | Two Hearts Beat as One (7" edit) | 3:52 |

| 1. | Sunday Bloody Sunday | 4:34 |
| 2. | Red Light            | 4:03 |

| 1. | Sunday Bloody Sunday              | 4:34 |
| 2. | Two Hearts Beat as One (US remix) | 5:40 |
| 3. | New Year's Day (US remix)         | 4:30 |

## Listplaceringar
| Lista (1983)                             | Högsta position |
| ---------------------------------------- | --------------- |
| USA Billboard Hot Mainstream Rock Tracks | 7               |

| Lista (1985)                       | Högsta position |
| ---------------------------------- | --------------- |
| Belgien (Ultratop 50 Flandern)     | 11              |
| Nederländerna (Nederlandse Top 40) | 3               |
| Nederländerna (Single Top 100)     | 3               |

| Lista (2010)                                          | Högsta position |
| ----------------------------------------------------- | --------------- |
| Belgien (Ultratop 50 Back Catalogue Singles Flandern) | 5               |